# Estación Mukaibara

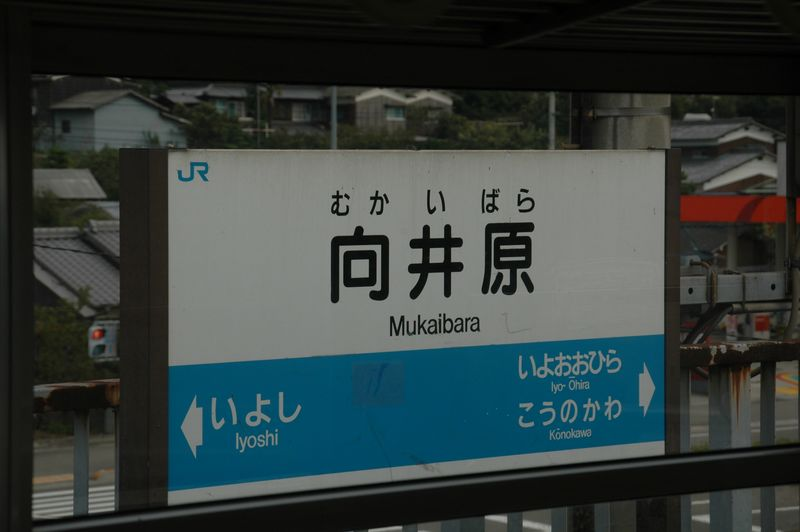
Cartel de la estación Mukaibara.

La estación Mukaibara (向井原駅 Mukaibara-eki?) es una estación de la línea Yosan de la Japan Railways que se encuentra en la ciudad de Iyo de la prefectura de Ehime. Los códigos de estación son el "U06" y el "S06".

## Estación de pasajeros
Cuenta con una plataforma, la cual posee un único andén (andén 1). Es una estación elevada y sin personal.

### Andén
| 1 | ● Línea Yosan |                                                               | Hacia Iyo, Matsuyama, Imabari, Saijō, Niihama, Iyomishima, Kawanoe, Kanonji, Takamatsu y Okayama (los servicios rápidos no se detienen) |
| 1 | ● Línea Yosan | Hacia Nagahama, Yawatahama y Uwajima (sólo servicios comunes) | |
| 1 | ● Línea Yosan | ● Ramal Uchiko                                                | Hacia Uchiko, Yawatahama y Uwajima (los servicios rápidos no se detienen)                                                               |

## Alrededores de la estación
- Autovía de Matsuyama
  - Intercambiador Iyo

## Historia
- 1963: el 1° de octubre se inaugura la estación Mukaibara.
- 1986: el 3 de marzo se habilita el nuevo ramal y se eleva la estación.
- 1987: el 1° de abril pasa a ser una estación de la división Ferrocarriles de Pasajeros de Shikoku de la Japan Railways.

## Estación anterior y posterior
- Línea Yosan 
  - Nuevo ramal: estación Ciudad de Iyo (U05)  <<  estación Mukaibara (U06)  >>  estación IyoOohira (U07)
  - Viejo ramal: estación Ciudad de Iyo (U05)  <<  estación Mukaibara (S06)  >>  estación Konokawa (S07)